# Highwayman (chanson)
Pour les articles homonymes, voir Highwayman.

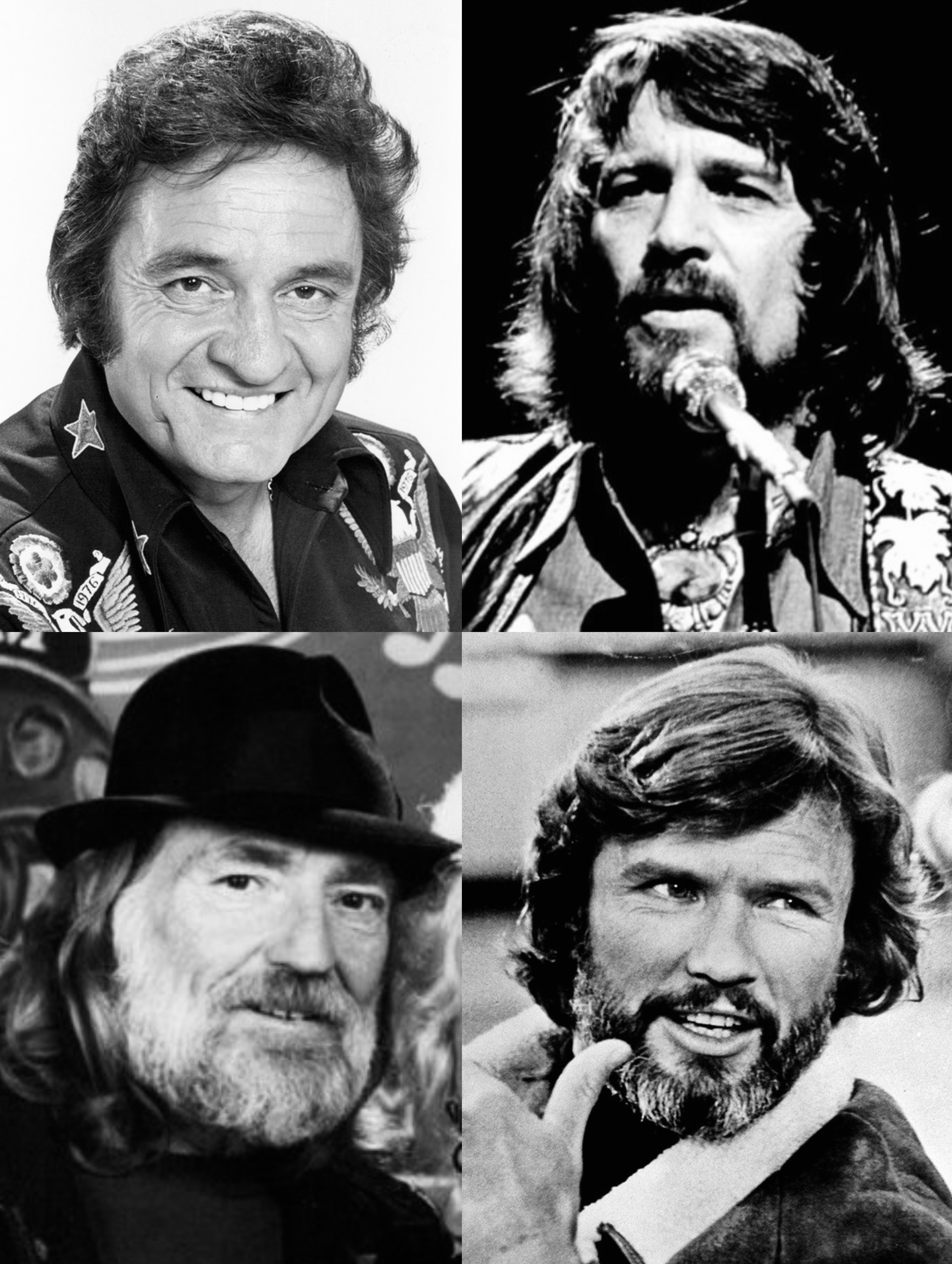
Highwayman

Highwayman est une chanson country de l'auteur-compositeur-interprète américain Jimmy Webb, sortie en 1977 dans son album El Mirage. 

## Historique
La chanson fut ensuite reprise plusieurs fois : la version la plus célèbre est celle de 1985 du supergroupe The Highwaymen, composé de Willie Nelson, Kris Kristofferson, Waylon Jennings et Johnny Cash. Le supergroupe remporta le disque de platine et Jimmy Webb un Grammy Award grâce à la chanson. Les quatre chanteurs du supergroupe incarnent successivement, à différentes périodes de l'histoire des Etats-Unis, l'esprit de quatre pionniers morts tragiquement dans l'exercice de leurs fonctions : un bandit de grand chemin dans le Far West et un marin entre le cap Horn et le golfe du Mexique au XIXe siècle, un ouvrier sur le barrage Hoover dans les années 30 et un pilote de chasse à l'époque actuelle. Jimmy Webb a écrit la chanson au piano de façon spontanée, après avoir été brutalement réveillé par un rêve où il s'était vu mourir.